# Badacsonylábdihegy
Badacsonylábdihegy magyarországi üdülőterület a Balaton partján, a Badacsony lábánál, a dunántúli vulkanikus tanúhegy délnyugati lejtőjén. Közigazgatásilag a Veszprém vármegyei Badacsonytördemic része.

## Története
A mai Badacsonylábdihegy a hagyomány szerint a honfoglaló Lád nemzetségről kapta nevét. Neve sokáig Ládpuszta volt, így szerepelt még 1851-ben is az akkori nyilvántartásokban.
A településrész szomorú nevezetessége, hogy 1999. június 4-én itt, a badacsonylábdihegyi vasúti balesetben tört össze a MÁV kultikus, M61-es számú mozdonytípusának (becenevén Nohabnak) egyik, még működőképes darabja, az M61 004-es számú dízelmozdony.

## Elhelyezkedése
Badacsonylábdihegy ott helyezkedik el, ahol a 71-es főút Badacsonytomajtól Keszthely felé haladva, egy hosszabb part menti szakaszt követően északnyugati, majd északi irányba fordul és eltávolodik a Balaton partjától. Ezen a szakaszon közvetlenül a főút mellett halad a Székesfehérvár–Tapolca-vasútvonal, melynek Badacsonylábdihegy megállóhelyétől jobbra kanyarodva, a Ranolder utcán juthatunk el a településrész központjába. A településrész igazi főutcája a balatoni „római út” (7341-es út), amely itt ténylegesen is a Római út nevet viseli; itt, vagy az innen kiágazó utcákban, pár lépésnyi sétával elérhetően található a településrész egyetlen élelmiszerboltja, a Loyolai Szent Ignác-kápolna, a Badacsony Turistaszálló és a szálláshelyek, nyitott pincék többsége is.
A településrész szőlőskertjei, présházai messze felnyúlnak a hegy szoknyáján egészen az erdőhatáron húzódó Újhegy utcáig, ahova a Római útról több turistaútvonal is vezet. A két legfrekventáltabb útvonal az Orgona utcát és a Turista utcát követi, előbbi a Ranolder utca betorkollásától pár lépésre nyugatra, utóbbi pár lépésre keletre ágazik ki a Római útból. Az Orgona utcában található a helyi élelmiszerbolt is.
A történelmi Ládpuszta határai valószínűleg nem estek teljesen egybe a mai közigazgatási határokkal, erre utal az, hogy Badacsonytomaj közigazgatási területének délnyugati része (előtag nélkül) ugyancsak a Lábdihegy nevet viseli.

## Látnivalók
A településrész területén található a badacsonyi látnivalók közül a Bujdosók lépcsője, a hegy turisztikai létesítményei közül pedig a Rodostó turistaház, valamint jó néhány vendégház és vendégfogadásra is alkalmassá tett pince, présház.
Korábban Badacsonylábdihegyen alakították ki az északi Balaton-part egyik népszerű szabadstrandját is, ahol komolyabb csónakkikötő is volt, elsősorban az itt található, különböző vállalati üdülők kiszolgálására. Mára a szabadstrand gyakorlatilag használhatatlanná vált, szinte a teljes partszakaszát a nádas vette birtokba.
Az M61 004-es „NOHAB” dízelmozdony emlékhelye. 1999. június 4-én Badacsonylábdihegy megállóhely előtt szenvedett egy sínre dőlt fának ütközve végzetes sérülést a mozdony. A levágott B végét először a Közlekedési Múzeum végén, 2015-től pedig Tapolca vasútállomáson állították ki.

## Rendezvények
A településrész kiemelt eseménye az Ignác-napi búcsú augusztusban.

## Képgaléria

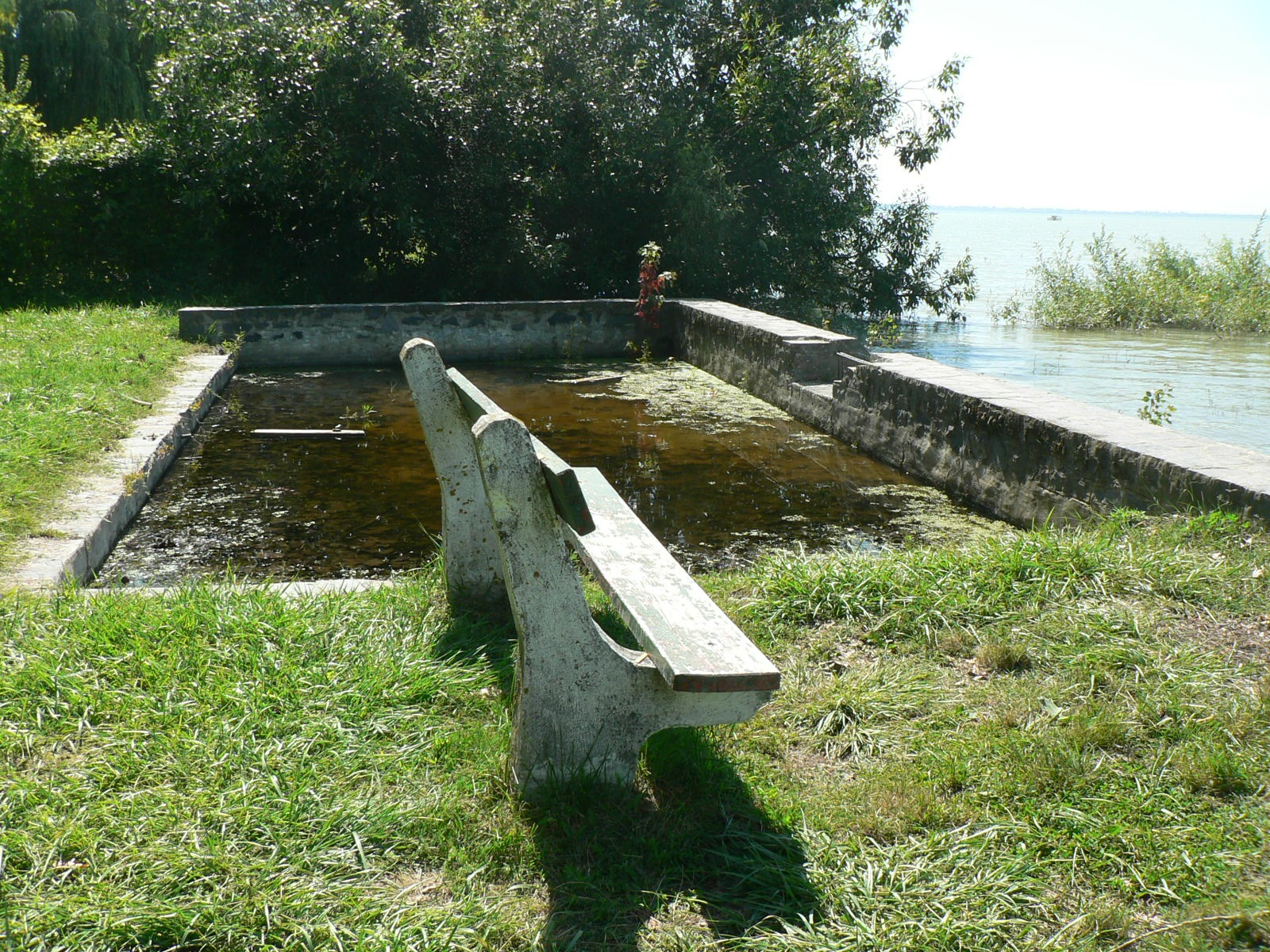
Az egykori gyerekmedence romjai a hajdani szabadstrandon
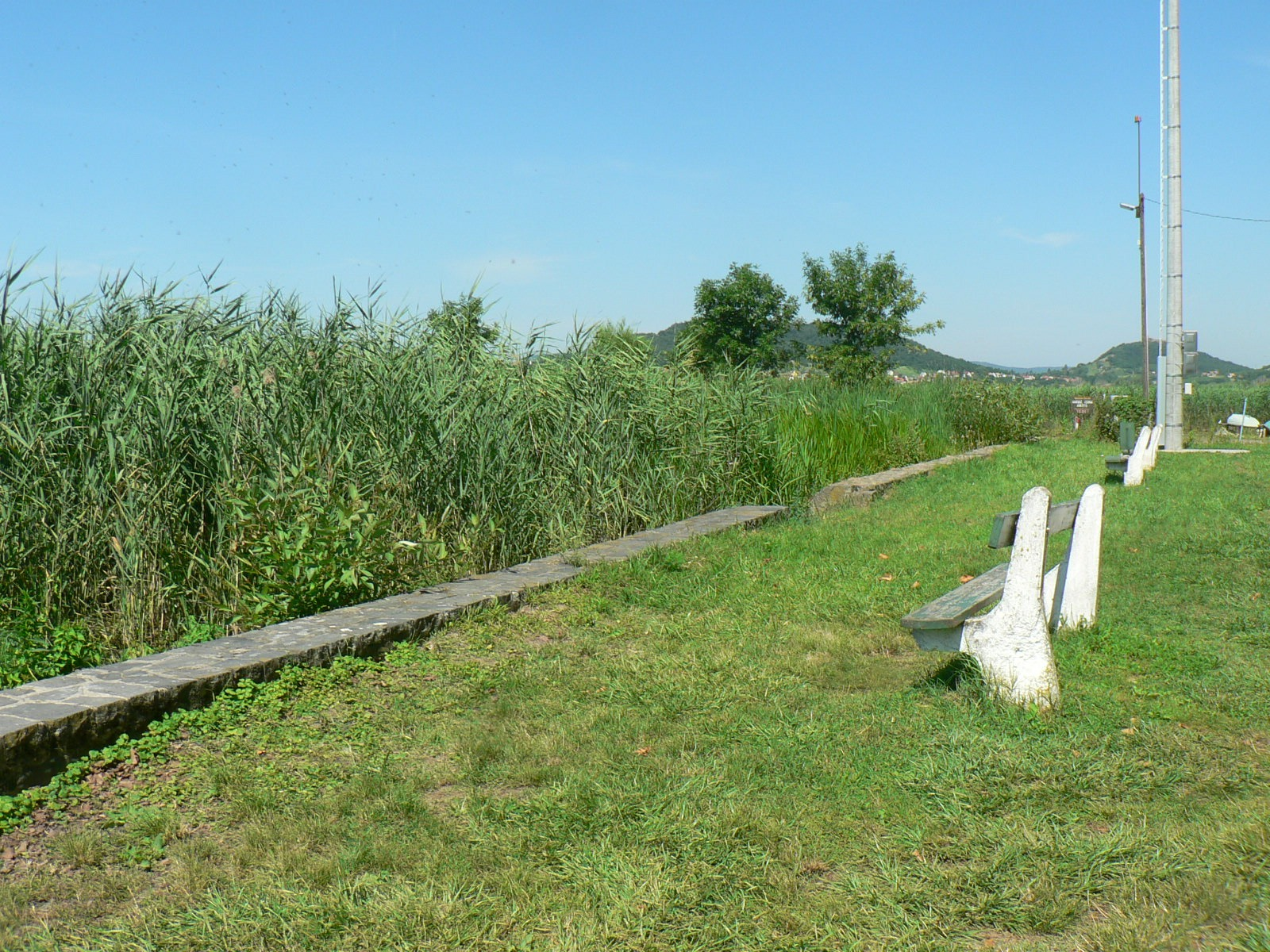
A valamikori strand szinte teljes területét a nádas vette birtokba
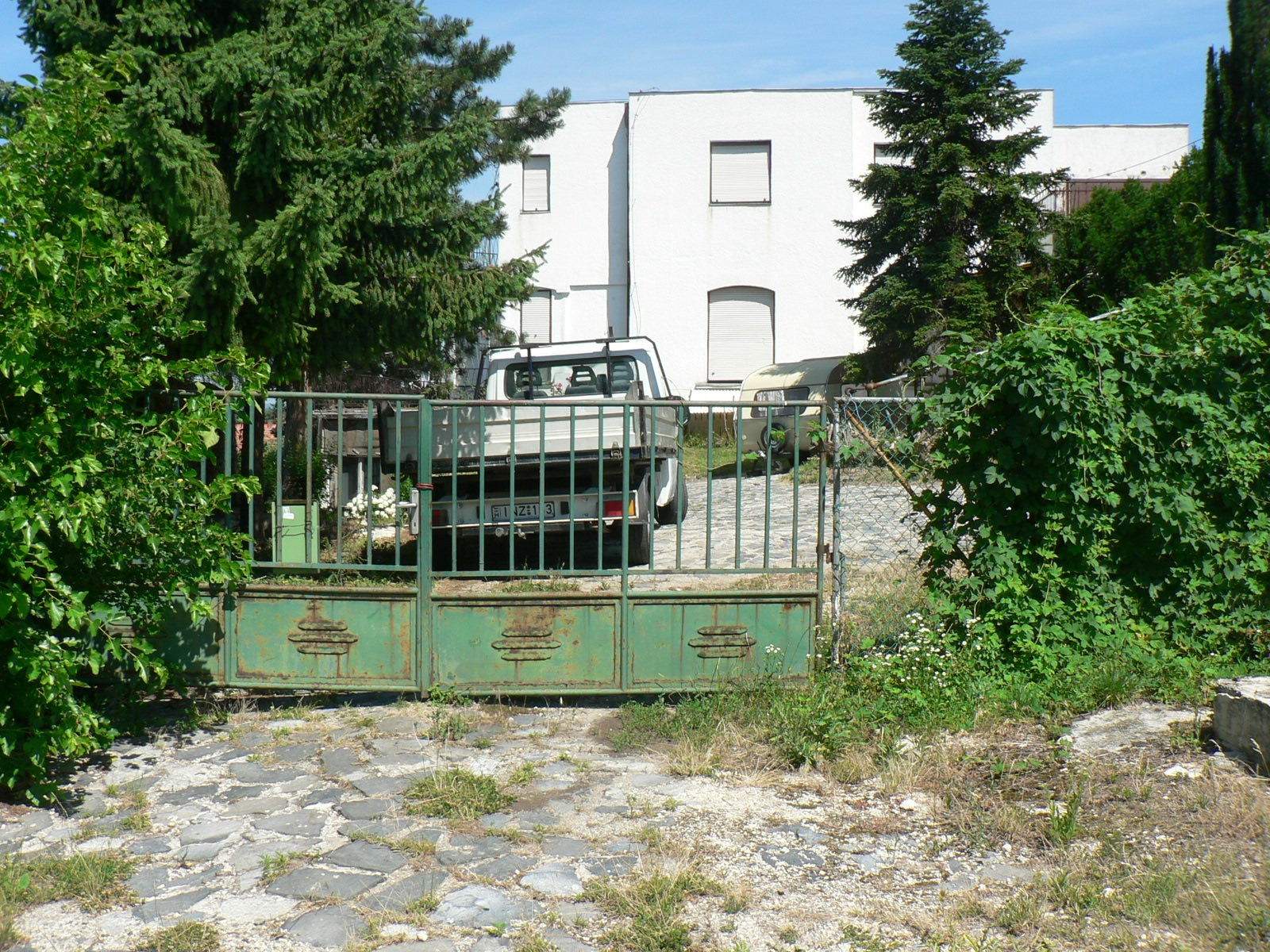
A MÉLYÉPTERV egykori vállalati üdülője az Orgona utcában
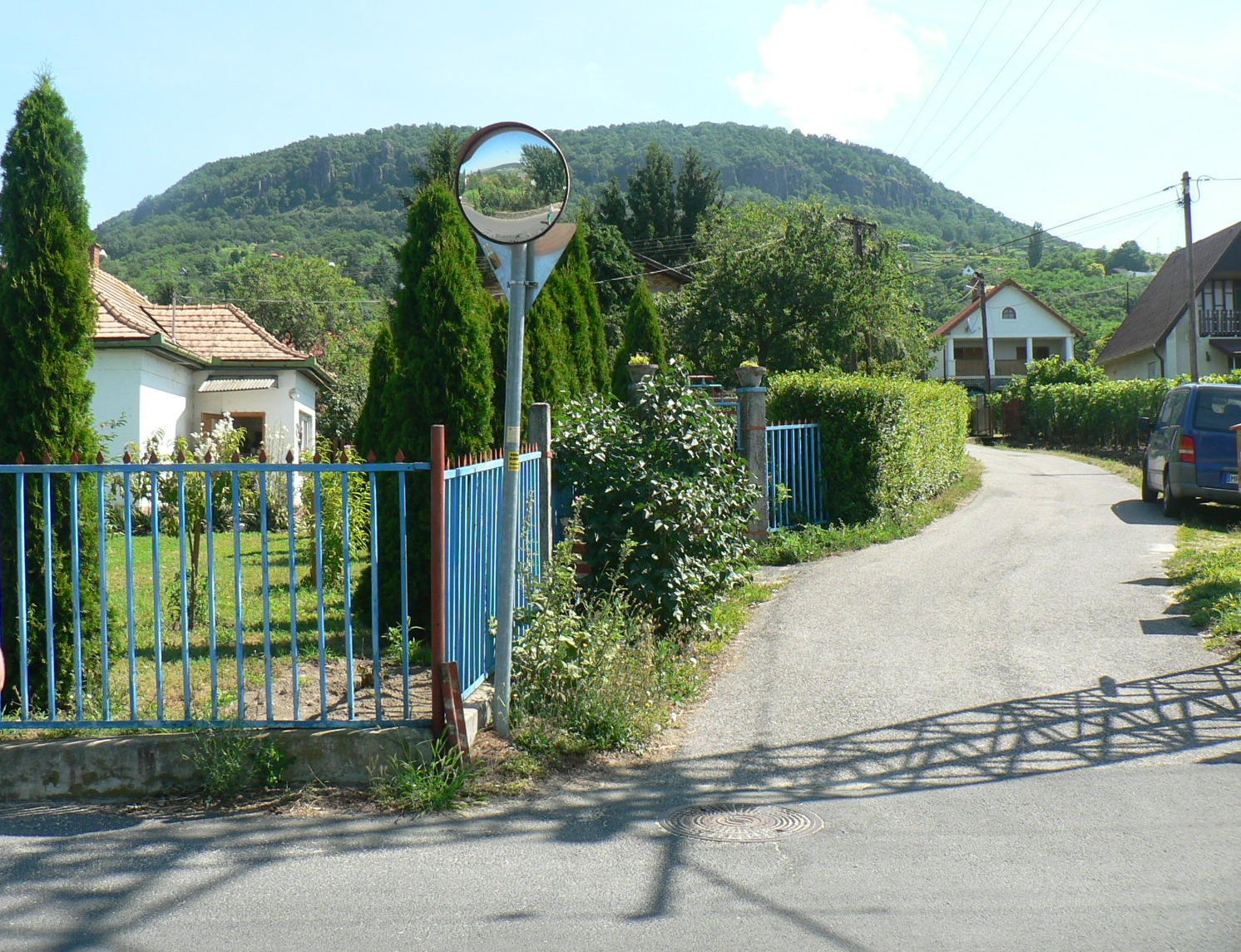
A Római út egy elágazása
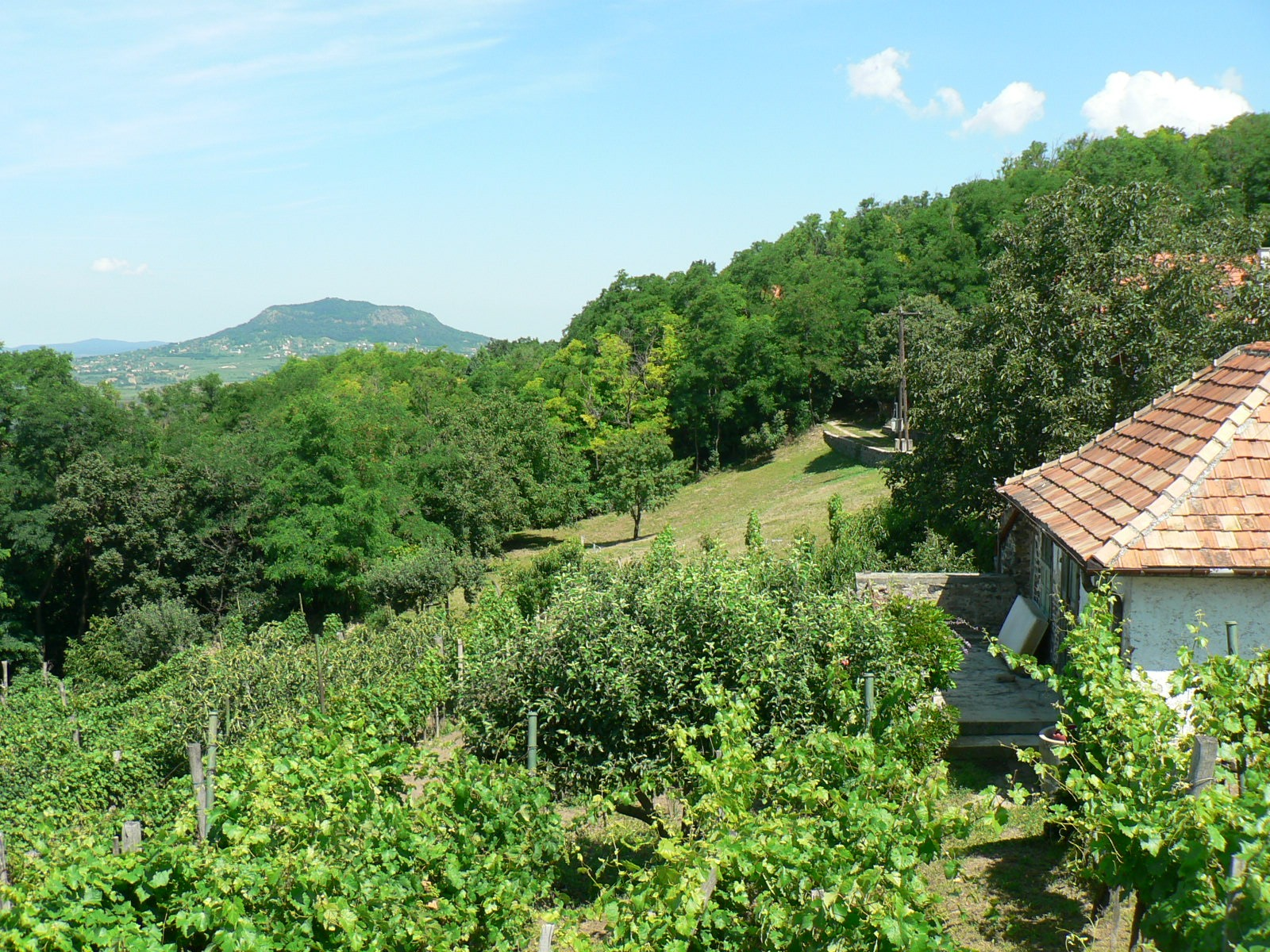
Látkép a Szent György-heggyel
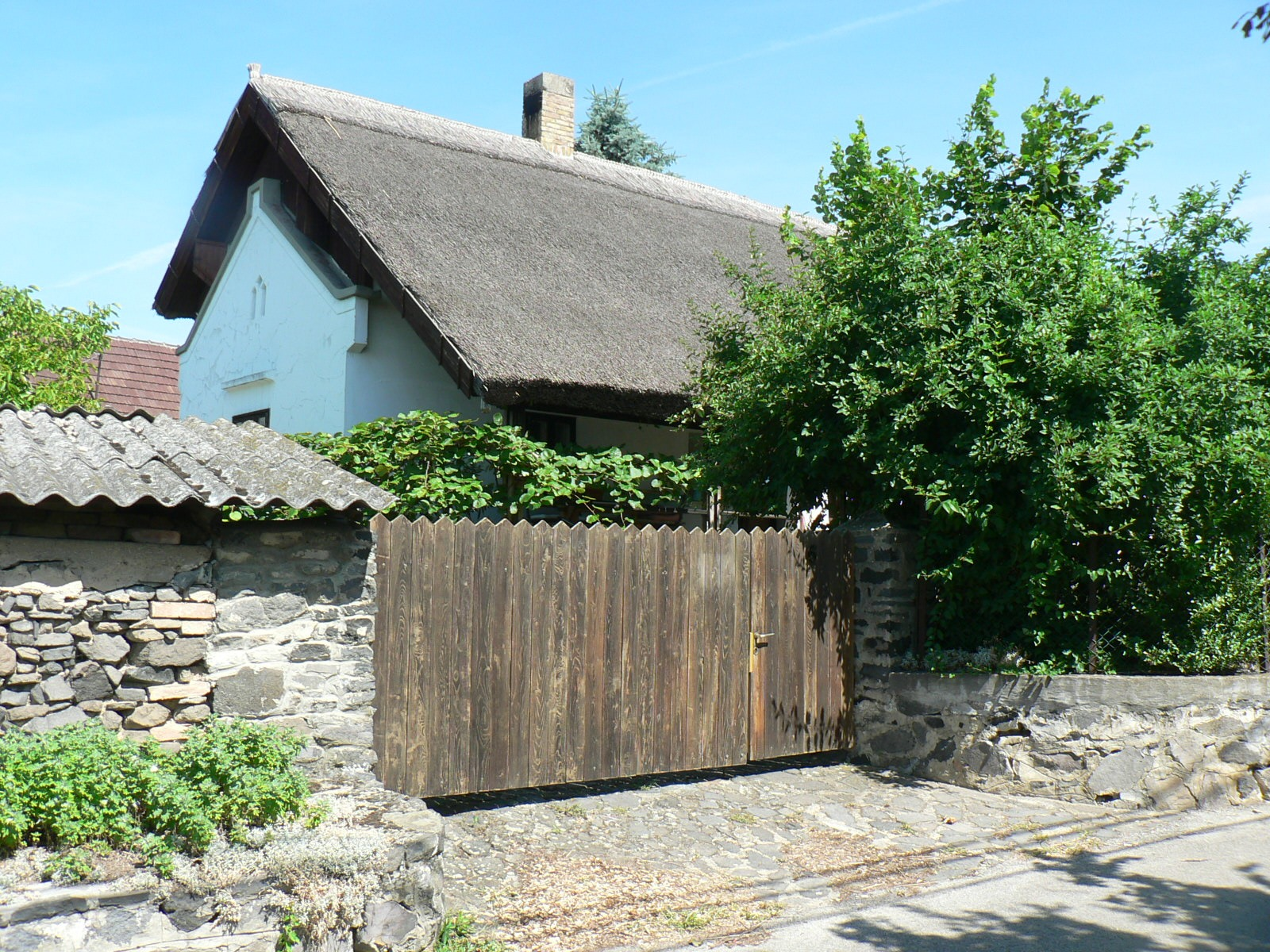
Jellegzetes badacsonylábdihegyi présház a Ranolder utcában
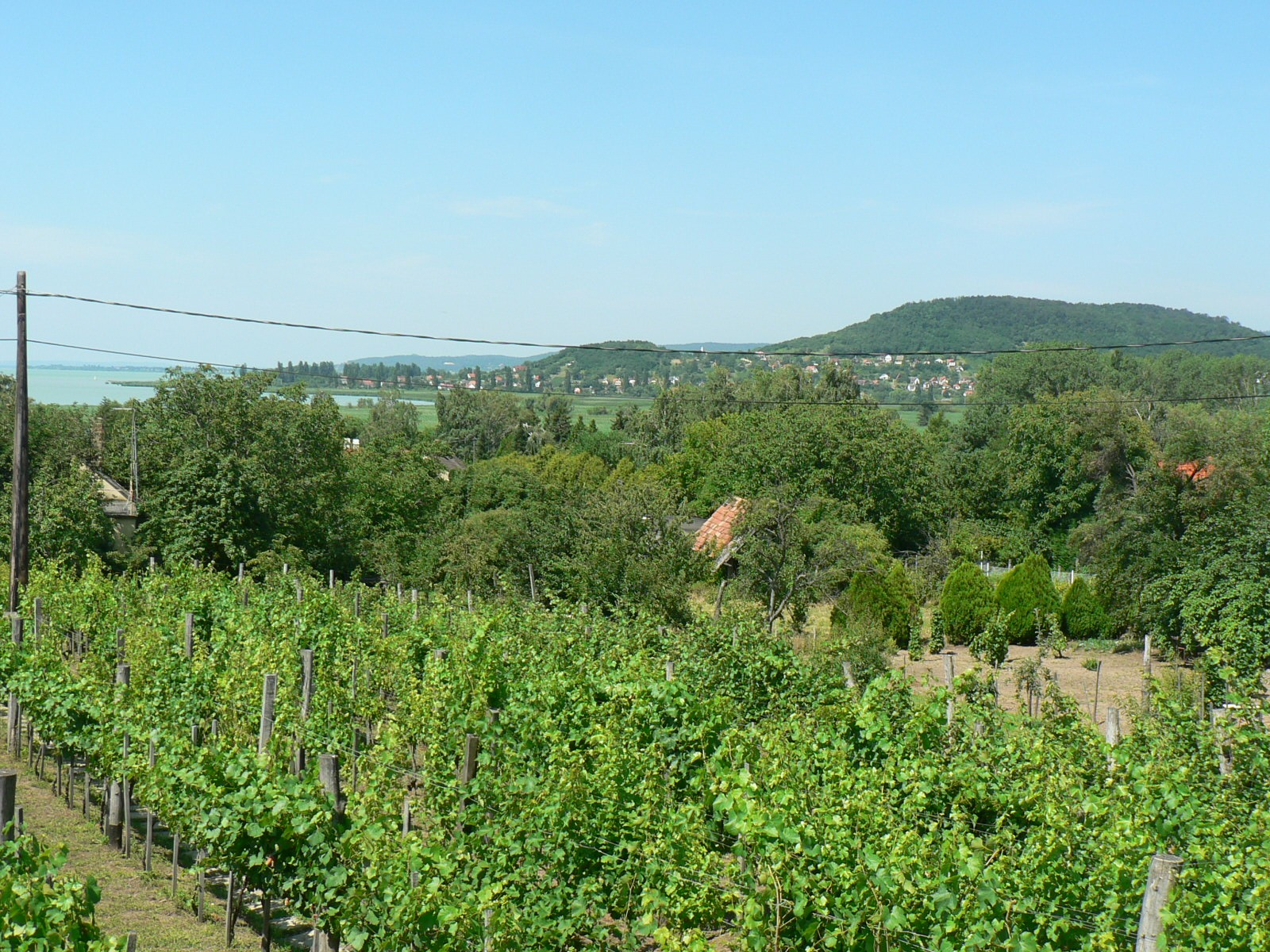
Badacsonylábdihegyi szőlők